# Ростислав Василькович
Ростислав Василькович (ум. до 1141) — князь теребовльский (с 1124), сын Василько Ростиславича Теребовльского.
По Л. Войтовичу и М. Грушевскому, имел в крещении имя Григорий и был младшим сыном Василька Ростиславича, по версии Преснякова А. Е. — Юрий и был старшим сыном Василька Ростиславича.
Вместе с братом Иваном и Мстиславом Киевским в 1125—1126 годах поддержал Ростислава Перемышльского против его брата Владимира Звенигородского, поддержанного венгерским королём.
После смерти Ростислава его владения перешли к его брату Ивану Галицкому.
По версии Л.Войтовича, Иван Ростиславич Берладник был сыном Ростислава Васильковича, а не его двоюродного брата Ростислава Володаревича.